# Baron FitzHardinge

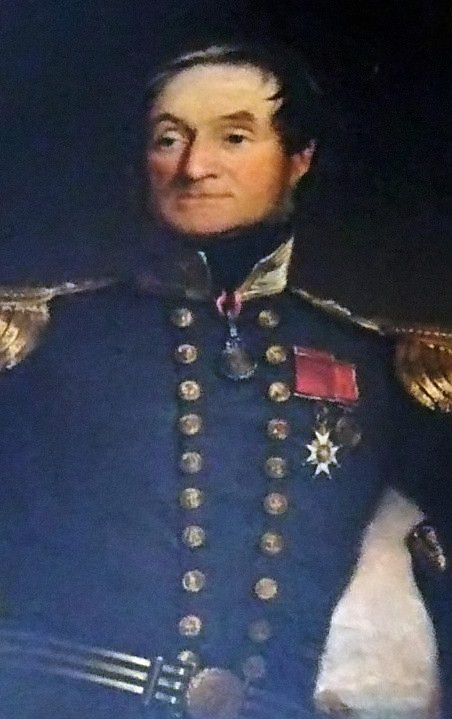
Maurice Berkeley, 1. Baron FitzHardinge

Baron FitzHardinge, of the City and County of the City of Bristol, war ein erblicher britischer Adelstitel in der Peerage of the United Kingdom.
Der Titel wurde am 5. August 1861 für den Admiral und Politiker Sir Maurice Berkeley geschaffen. Dieser war der zweite Sohn des Frederick Berkeley, 5. Earl of Berkeley (1745–1810), galt aber als illegitim, da seine Eltern erst nach seiner Geburt geheiratet hatten. Sein älterer Bruder William Berkeley (1786–1857) war 1841 zum Earl FitzHardinge erhoben worden.
Die Baronie FitzHardinge erlosch beim kinderlosen Tod seines jüngeren Sohnes, des 3. Barons, am 5. Dezember 1916.

## Liste der Barone FitzHardinge (1861)
- Maurice Berkeley, 1. Baron FitzHardinge (1788–1867)
- Francis Berkeley, 2. Baron FitzHardinge (1826–1896)
- Charles Berkeley, 3. Baron FitzHardinge (1830–1916)